# Bratři (hudební skupina)
Bratři jsou české hudební duo zaměřující se na tvorbu elektronické hudby, založené v roce 2016. Skupinu tvoří sourozenci Jiří a Ondřej Veselí.

## Historie
Členové skupiny Jiří a Ondřej Veselí jsou dvojčata, narodili se 16. června 1987. Před založením společného projektu hráli v již existujících kapelách, mezi své zkušenosti z této doby v rozhovoru z roku 2021 uvedli např. spolupráci se skupinou Cartonnage, Sabinou Křovákovou, Davidem Deylem nebo Olgou Lounovou. Jako duo Bratři působí sourozenci od roku 2016, v roce 2017 vydali své první EP Monster, které v následujících třech letech následovalo pět singlů. V září 2021 dvojice vydala u vydavatelství Indies Scope své debutové album Two Minds, produkované německým producentem Hannesem Biegerem.
V roce 2020 byli Bratři nominováni na cenu The Music Moves European Talents. Skupina rovněž remixovala singl Lell'o estonské kapely Trad.Attack! z roku 2018, remix vyšel v lednu 2022.

## Styl hudby
Vydavatelství Indies Scope označuje tvorbu formace jako hudbu pohybující se na hranici „chytlavé taneční elektroniky“, techna a ambientní hudby. Na dvojici nezávislé zdroje v tvorbě skupiny rovněž identifikovaly prvky IDM (v singlu Signal), electro-industrialu (skladba Morph z Two Minds), tech trancu (Transition ze stejného alba) nebo tvorby ve stylu kapel Depeche Mode a New Order.

## Diskografie
- Monster (EP, 2017)
- Two Minds (2021)
- Escape (2024)

### Singly
- Manual (2018)
- Monarch (2019)
- Signal (2020)
- Rise (2020)
- Running (2021)
- Silver (2022)
- Blocks (2022)[4]